# Klaus Schlappner
Klaus „Schlappi“ Schlappner (* 22. Mai 1940 in Lampertheim) ist ein ehemaliger deutscher Fußballspieler und -trainer.

## Laufbahn
Klaus Schlappner („Schlappi“) war als Fußballspieler bei den Vereinen Olympia Lampertheim, VfB Lampertheim, FV Biblis, VfR Bürstadt, VfR Ludwigshafen und Südwest Ludwigshafen aktiv, wobei er für letztgenannten Verein in der Saison 1965/66 vier Spiele in der damals zweitklassigen Regionalliga Südwest bestritt.
Seine erste Trainerstellen trat er beim FC Alemannia Groß-Rohrheim 1911 e. V. und FV Biblis an. Von 1977 bis 1980 war er Co-Trainer beim SV Darmstadt 98 – zunächst unter Lothar Buchmann, später unter Jörg Berger und Werner Olk. Von April bis Juni 1979 war er vorübergehend als Interimstrainer für die Mannschaft verantwortlich, nachdem Buchmann den Klub Richtung VfB Stuttgart verlassen hatte. 1980 schloss er die Ausbildung zum Fußball-Lehrer an der Sporthochschule Köln ab.
Ab 1980 trainierte Schlappner die Zweitligamannschaft SV Waldhof Mannheim. Mit diesem Verein schaffte er 1983 den Aufstieg in die Bundesliga. Nach vier erfolgreichen Bundesligajahren verließ er 1987 den SV Waldhof.
Später trainierte er die Mannschaften FC Carl Zeiss Jena, SV Darmstadt 98, 1. FC Saarbrücken. Zwischen 1992 und 1995 ging Schlappner nach China und wurde dort Trainer der chinesischen Fußballnationalmannschaft und technischer Berater des dortigen Fußballverbandes. Am 14. Januar 1996 wurde er nochmals Trainer des SV Waldhof Mannheim, der zu dieser Zeit in der 2. Fußball-Bundesliga spielte. Im Oktober desselben Jahres wurde er entlassen. In den Jahren 2000/2001 folgte ein Engagement im Iran. Dort trainierte er den Club Paykan Teheran und war maßgeblich an der Einführung einer Profiliga im Iran beteiligt.
2006 wurde Klaus Schlappner vom deutschen NOK zur Förderung von Sportbeziehungen mit Ländern der Dritten Welt im Rahmen der auswärtigen Kulturpolitik eingesetzt. In diesem Rahmen war er auch kurzzeitig als Ausbilder von Kinder- und Jugendtrainern in der Mongolei aktiv.
Am 8. April 2008 überreichte Sun, Dekan der Sporthochschule in Shijiazhuang, Klaus Schlappner die Ehrenprofessorenwürde. In seinen Vorlesungen vermittelt Klaus Schlappner vor allem fußballpädagogische Grundlagen und Techniken.

## Markenzeichen
Markenzeichen Schlappners waren sein Pepitahut und seine markigen Sprüche in breitem Kurpfälzer Dialekt. Beispielsweise bezeichnete er seine Mannheimer Mannschaft nach einer Niederlage gegen Borussia Mönchengladbach als „FC Hühnerhaufen“.

## Politik
Klaus Schlappner trat „aus Protest“ gegen die 68er-Bewegung bei den Kommunalwahlen in Hessen 1968 in seinem Heimatort Lampertheim für die NPD an. Er sei allerdings nach einem Jahr wieder ausgetreten und hege keine Sympathien für Rechtsradikale.
Als im November 2017 bei einem Testspiel von Chinas U20-Mannschaft beim TSV Schott Mainz Tibet-Flaggen gezeigt wurden, intervenierte Schlappner als „Fürsprecher“ der Gäste und beschimpfte die Zuschauergruppe.

## Familie
Schlappner hat drei Kinder. Sein Sohn Volker (* 1964) bestritt ein Zweitligaspiel für Darmstadt 98.

## Diskografie
- Klaus Schlappner mit Werner Böhm: Schlappi Räp, Teldec 1985

## Filmografie
- 1985: Dalli Dalli (Folge 145)
- 1987: Hessische Geschichten (Episode Wenn's um die Wurst geht als Fußballtrainer Klaus Pichler)